# Shahrestān-e Bāvī
Shahrestān-e Bāvī (persiska: شهرستان باوی, باوی) är en delprovins (shahrestan) i Iran.   Den ligger i provinsen Khuzestan, i den centrala delen av landet, 500 km söder om huvudstaden Teheran.
Delprovinsen hade 96 484 invånare 2016.